# National Movie Awards
Pour les articles homonymes, voir NMA.
Les National Movie Awards sont des récompenses de cinéma britanniques dont les gagnants sont désignés par le vote du public, sur le modèle des National Television Awards. Créés en 2007, les National Movie Awards sont diffusés chaque année sur ITV.

## Palmarès 2007
La 1re cérémonie des National Movie Awards a eu lieu le 28 septembre 2007 au Royal Festival Hall de Londres et a été présentée par Alexander Armstrong.

### Meilleur film d'action/aventures
- Casino Royale
- Die Hard 4 : Retour en enfer (Live Free or Die Hard)
- Transformers

### Meilleur film de comédie
- Hot Fuzz
- La Nuit au musée (Night at the Museum)

### Meilleur film d'animation
- Les Simpson, le film (The Simpsons Movie)

### Meilleur film familial
- Harry Potter et l'Ordre du phénix (Harry Potter and the Order of the Phoenix)
  - Pirates des Caraïbes : Jusqu'au bout du monde (Pirates of the Caribbean: At World's End)
  - Les Quatre Fantastiques et le Surfer d'argent (Fantastic Four: Rise of the Silver Surfer)
  - Spider-Man 3

### Meilleur acteur
- Daniel Radcliffe pour le rôle de Harry Potter dans Harry Potter et l'Ordre du phénix (Harry Potter and the Order of the Phoenix)
  - Orlando Bloom pour le rôle William Turner dans Pirates des Caraïbes : Jusqu'au bout du monde (Pirates of the Caribbean: At World's End)
  - Johnny Depp pour le rôle du capitaine Jack Sparrow dans Pirates des Caraïbes : Jusqu'au bout du monde (Pirates of the Caribbean: At World's End)
  - Rupert Grint pour le rôle de Ron Weasley dans Harry Potter et l'Ordre du phénix (Harry Potter and the Order of the Phoenix)
  - Shia LaBeouf pour le rôle de Sam Witwicky dans Transformers
  - Tobey Maguire pour le rôle de Peter Parker et Spider-Man dans Spider-Man 3
  - Bruce Willis pour le rôle de John McClane dans Die Hard 4 : Retour en enfer (Live Free or Die Hard)

### Meilleure actrice
- Emma Watson pour le rôle de Hermione Granger dans Harry Potter et l'Ordre du phénix (Harry Potter and the Order of the Phoenix)
  - Kirsten Dunst pour le rôle de Mary Jane Watson dans Spider-Man 3
  - Megan Fox pour le rôle de Mikaela Banes dans Transformers
  - Keira Knightley pour le rôle de Elizabeth Swann dans Pirates des Caraïbes : Jusqu'au bout du monde (Pirates of the Caribbean: At World's End)

### Reconnaissance spéciale
- Michael G. Wilson et Barbara Broccoli de EON Productions pour les films de James Bond

## Palmarès 2008
La 2e cérémonie des National Movie Awards a eu lieu le 8 septembre 2008 au Royal Festival Hall de Londres et a été présentée par James Nesbitt.

### Meilleur film d'action/aventures
- Indiana Jones et le Royaume du crâne de cristal (Indiana Jones and the Kingdom of the Crystal Skull)

### Meilleur film familial
- WALL•E (WALL-E)
  - Le Monde de Narnia : Le Prince Caspian (The Chronicles of Narnia: Prince Caspian)

### Meilleur film de comédie
- Juno

### Meilleur film musical
- Mamma Mia !
  - Sweeney Todd : Le Diabolique Barbier de Fleet Street (Sweeney Todd: The Demon Barber of Fleet Street)

### Meilleur film de super-héros
- The Dark Knight : Le Chevalier noir (The Dark Knight)
  - L'Incroyable Hulk (The Incredible Hulk)

### Meilleur acteur
- Johnny Depp pour le rôle de Sweeney Todd dans Sweeney Todd : Le Diabolique Barbier de Fleet Street (Sweeney Todd: The Demon Barber of Fleet Street)
  - Ben Barnes pour le rôle du Prince Caspian dans Le Monde de Narnia : Le Prince Caspian (The Chronicles of Narnia: Prince Caspian)
  - Colin Firth pour le rôle de Harry dans Mamma Mia !
  - Colin Firth pour le rôle de Geoffrey Thwaites dans St Trinian's : Pensionnat pour jeunes filles rebelles (St. Trinian's)
  - Edward Norton pour le rôle de Bruce Banner / Hulk dans L'Incroyable Hulk (The Incredible Hulk)
  - Harrison Ford pour le rôle de Indiana Jones dans Indiana Jones et le Royaume du crâne de cristal (Indiana Jones and the Kingdom of the Crystal Skull)
  - Pierce Brosnan pour le rôle de Sam dans Mamma Mia !

### Meilleure actrice
- Meryl Streep pour le rôle de Donna Sheridan dans Mamma Mia !
  - Cate Blanchett pour le rôle de Irina Spalko dans Indiana Jones et le Royaume du crâne de cristal (Indiana Jones and the Kingdom of the Crystal Skull)
  - Helena Bonham Carter pour le rôle de Mme Lovett dans Sweeney Todd : Le Diabolique Barbier de Fleet Street (Sweeney Todd: The Demon Barber of Fleet Street)
  - Elliot Page pour le rôle de Juno MacGuff dans Juno

### Meilleure photographie
- The Dark Knight : Le Chevalier noir (The Dark Knight) – Wally Pfister

### Reconnaissance spéciale
- Pixar Animation Studios

## Palmarès 2010
La 3e cérémonie des National Movie Awards a eu lieu le 26 mai 2010 au Royal Festival Hall de Londres et a été présentée par James Nesbitt.
- Meilleur film d'action/aventures : Sherlock Holmes
- Meilleur film fantastique : Twilight, chapitre II : Tentation (The Twilight Saga: New Moon)
- Meilleur film de famille : Harry Potter et le Prince de sang-mêlé (Harry Potter and the Half-Blood Prince)
- Meilleur film inattendu : Hors du temps (The Time Traveler’s Wife)
- Film de l'été le plus attendu : Twilight, chapitre III : Hésitation (The Twilight Saga: New Moon)
- Meilleure performance : Robert Pattinson pour le rôle d'Edward Cullen dans Twilight, chapitre II : Tentation (The Twilight Saga: New Moon)
- Reconnaissance spéciale : Les films d'Harry Potter
- Icône de l'écran : Tom Cruise

## Palmarès 2011
La 4e cérémonie des National Movie Awards a eu lieu le 11 mai 2011 à la Wembley Arena de Londres et a été présentée par Christine Bleakley.

### Meilleur film dramatique
- Le Discours d'un roi (The King's Speech)

### Meilleur film fantastique
- Harry Potter et les Reliques de la Mort - Partie 1 (Harry Potter and the Deathly Hallows: Part I)

### Meilleur film d'animation
- Raiponce (Tangled)

### Meilleur film de comédie
- Paul

### Film de l'été le plus attendu
- Harry Potter et les Reliques de la Mort - Partie 2 (Harry Potter and the Deathly Hallows: Part II)

### Meilleure performance
- Colin Firth pour le rôle du Roi George VI dans Le Discours d'un roi (The King's Speech)

### Performance de l'année
- Ben Barnes pour le rôle de Caspian dans Le Monde de Narnia : L'Odyssée du Passeur d'Aurore (The Chronicles of Narnia: The Voyage of the Dawn Treader)
- Georgie Henley pour le rôle Lucy Pevensie dans Le Monde de Narnia : L'Odyssée du Passeur d'Aurore (The Chronicles of Narnia: The Voyage of the Dawn Treader)

### One to Watch: Brits Going Global(Celui à surveiller: les Britanniques qui s'exportent)
- Jamie Campbell Bower dans Harry Potter et les Reliques de la Mort (Harry Potter and the Deathly Hallows)

### Reconnaissance spéciale
- Le Discours d'un roi (The King's Speech)

### Icône de l'écran
- Johnny Depp